# Henry Lascelles, VI conte di Harewood
Henry George Charles Lascelles, VI conte di Harewood (Londra, 9 settembre 1882 – Harewood, 23 maggio 1947), è stato un nobile e ufficiale britannico.

## Biografia
Era il figlio di Henry Lascelles, V conte di Harewood, e di sua moglie, lady Florence Bridgeman.

## Carriera
Fu capitano dei Grenadier Guards durante la prima guerra mondiale, dove è stato citato nei dispacci e ferito due volte. Raggiunse il grado di maggiore del Yorkshire Hussars Yeomanry.
Ha ricoperto la carica di vice tenente di Suffolk.
Massone, è stato Gran Maestro della Gran Loggia Unita d'Inghilterra.

## Matrimonio
Il 28 febbraio 1922 all'abbazia di Westminster sposò la principessa Mary, l'unica figlia di re Giorgio V del Regno Unito e di Mary di Teck. Ebbero due figli:
- George Lascelles, VII conte di Harewood (7 febbraio 1923-11 luglio 2011);
- Lord Gerald David Lascelles (21 agosto 1924-27 febbraio 1998).

Dopo il matrimonio, Lord e Lady Harewood vissero a Chesterfield House (distrutta dopo la seconda guerra mondiale) e Goldsborough Hall, nel North Yorkshire, che divenne la loro residenza nel 1920.

## Morte
Morì  a Harewood House il 23 maggio 1947 per un infarto. Aveva 64 anni.

## Ascendenza
|                                             |                                            |                                               | Genitori                                     |  |  | Nonni |  |  | Bisnonni                                  |  |  | Trisnonni                                 |  |
|                                             |                                            |                                               |                                              |  |  |       |  |  | 8. Henry Lascelles, III conte di Harewood |  |  | 16. Henry Lascelles, II conte di Harewood |  |
|                                             |                                            |                                               |                                              |  |  |       |  |  | 8. Henry Lascelles, III conte di Harewood |  |  | 16. Henry Lascelles, II conte di Harewood |  |
|                                             |                                            | 17. Henrietta Sebright                        |                                              |  |  |       |  |  | 8. Henry Lascelles, III conte di Harewood |  |  |                                           |  |
| 4. Henry Lascelles, IV conte di Harewood    |                                            |                                               |                                              |  |  |       |  |  | 8. Henry Lascelles, III conte di Harewood |  |  |                                           |  |
|                                             |                                            | 9. Louisa Thynne                              | 18. Thomas Thynne, II marchese di Bath       |  |  |       |  |  |                                           |  |  |                                           |  |
|                                             |                                            | 9. Louisa Thynne                              | 18. Thomas Thynne, II marchese di Bath       |  |  |       |  |  |                                           |  |  |                                           |  |
|                                             |                                            | 9. Louisa Thynne                              | 19. Isabella Elizabeth Byng                  |  |  |       |  |  |                                           |  |  |                                           |  |
| 2. Henry Lascelles, V conte di Harewood     |                                            | 9. Louisa Thynne                              |                                              |  |  |       |  |  |                                           |  |  |                                           |  |
|                                             |                                            | 10. Ulick de Burgh, I marchese di Clanricarde | 20. John de Burgh, XIII conte di Clanricarde |  |  |       |  |  |                                           |  |  |                                           |  |
|                                             |                                            | 10. Ulick de Burgh, I marchese di Clanricarde | 20. John de Burgh, XIII conte di Clanricarde |  |  |       |  |  |                                           |  |  |                                           |  |
|                                             |                                            | 10. Ulick de Burgh, I marchese di Clanricarde | 21. Elizabeth Burke                          |  |  |       |  |  |                                           |  |  |                                           |  |
| 5. Elizabeth de Burgh                       |                                            | 10. Ulick de Burgh, I marchese di Clanricarde |                                              |  |  |       |  |  |                                           |  |  |                                           |  |
|                                             |                                            | 11. Harriet Canning                           | 22. George Canning                           |  |  |       |  |  |                                           |  |  |                                           |  |
|                                             |                                            | 11. Harriet Canning                           | 22. George Canning                           |  |  |       |  |  |                                           |  |  |                                           |  |
|                                             |                                            | 11. Harriet Canning                           | 23. Joan Scott                               |  |  |       |  |  |                                           |  |  |                                           |  |
| 1. Henry Lascelles, VI conte di Harewood    |                                            | 11. Harriet Canning                           |                                              |  |  |       |  |  |                                           |  |  |                                           |  |
|                                             | 12. George Bridgeman, II conte di Bradford | 24. Orlando Bridgeman, I conte di Bradford    |                                              |  |  |       |  |  |                                           |  |  |                                           |  |
|                                             | 12. George Bridgeman, II conte di Bradford | 24. Orlando Bridgeman, I conte di Bradford    |                                              |  |  |       |  |  |                                           |  |  |                                           |  |
|                                             | 12. George Bridgeman, II conte di Bradford | 25. Elizabeth Byng                            |                                              |  |  |       |  |  |                                           |  |  |                                           |  |
| 6. Orlando Bridgeman, III conte di Bradford | 12. George Bridgeman, II conte di Bradford |                                               |                                              |  |  |       |  |  |                                           |  |  |                                           |  |
|                                             |                                            | 13. Georgina Elizabeth Moncreiffe             | 26. Thomas Moncreiffe, V Baronetto           |  |  |       |  |  |                                           |  |  |                                           |  |
|                                             |                                            | 13. Georgina Elizabeth Moncreiffe             | 26. Thomas Moncreiffe, V Baronetto           |  |  |       |  |  |                                           |  |  |                                           |  |
|                                             |                                            | 13. Georgina Elizabeth Moncreiffe             | 27. Elisabeth Ramsay                         |  |  |       |  |  |                                           |  |  |                                           |  |
| 3. Florence Bridgeman                       |                                            | 13. Georgina Elizabeth Moncreiffe             |                                              |  |  |       |  |  |                                           |  |  |                                           |  |
|                                             |                                            | 14. Cecil Weld-Forester, I barone Forester    | 28. Cecil Forester                           |  |  |       |  |  |                                           |  |  |                                           |  |
|                                             |                                            | 14. Cecil Weld-Forester, I barone Forester    | 28. Cecil Forester                           |  |  |       |  |  |                                           |  |  |                                           |  |
|                                             |                                            | 14. Cecil Weld-Forester, I barone Forester    | 29. Anne Townshend                           |  |  |       |  |  |                                           |  |  |                                           |  |
| 7. Selina Louisa Weld-Forester              |                                            | 14. Cecil Weld-Forester, I barone Forester    |                                              |  |  |       |  |  |                                           |  |  |                                           |  |
|                                             |                                            | 15. Katherine Mary Manners                    | 30. Charles Manners, IV duca di Rutland      |  |  |       |  |  |                                           |  |  |                                           |  |
|                                             |                                            | 15. Katherine Mary Manners                    | 30. Charles Manners, IV duca di Rutland      |  |  |       |  |  |                                           |  |  |                                           |  |
|                                             |                                            | 15. Katherine Mary Manners                    | 31. Mary Somerset                            |  |  |       |  |  |                                           |  |  |                                           |  |
|                                             |                                            | 15. Katherine Mary Manners                    |                                              |  |  |       |  |  |                                           |  |  |                                           |  |